# Handré Pollard
Handré Pollard (* 11. března 1994, Somerset West) je jihoafrický hráč rugby union. Na MS 2019 a MS 2023 stal mistrem světa. Na MS 2015 obsadil s JAR 3. místo. Vyhrál se svou zemí Rugby Championship v roce 2019 a 2024. V roce 2012 se stal mistrem světa do 20 let.
Působí v anglické ragbyové lize a hraje za Leicester Tigers. Obvykle hraje na pozici útoková spojka (Fly-half) a specializuje se na kopy

## Klubová kariéra
Působil/působí jako profesionální hráč v klubech v Jihoafrické republice, Anglii, Japonsku a Francii. V roce 2022 vyhrál s Montpellier francouzskou ligu.  

## Reprezentační kariéra

### MS 2019
Handré Pollard byl součástí týmu pro Mistrovství světa v ragby 2019 hraném v Japonsku. S jihoafrickou ragbyovou reprezentací se stal mistrem světa a se ziskem 69 bodů (0×pětka, 9×konverze, 16×trestný kop, 1×drop gól) se také stal nejvíce skórujícím hráčem MS 2019. Ve finále nakopal 22 bodů a jen tři body mu chyběly k vyrovnání rekordu počtu bodů v jednom finále, který drží australský zadák Matt Burke s 25 body z roku 1999 proti Francii.
Ve stejném roce dokázal s reprezentací vyhrát Rugby Championship, soutěž pro Nový Zéland, JAR, Austrálii a Argentinu. Na turnaji se stal s 42 body nejproduktivnějším hráčem. (V roce 2015 s 30 body a v roce 2021 s 66 body byl také nejlépe bodujícím hráčem té soutěže.) 

### MS 2023
Byl také součástí týmu pro Mistrovství světa v ragby 2023 hraném ve Francii. S jihoafrickou ragbyovou reprezentací se opět stal mistrem světa. Nastoupil do zápasu skupinové fáze proti Tonze a do všech zápasů play-off. Ve finále proti Novému Zélandu svými čtyřmi trestnými kopy zajistil všechny body vítězné Jihoafrické republice. Pollard se stal nejvíce bodujícím hráčem ve finálových zápasech MS v ragby, nasbíral 34 bodů. 

## Galerie

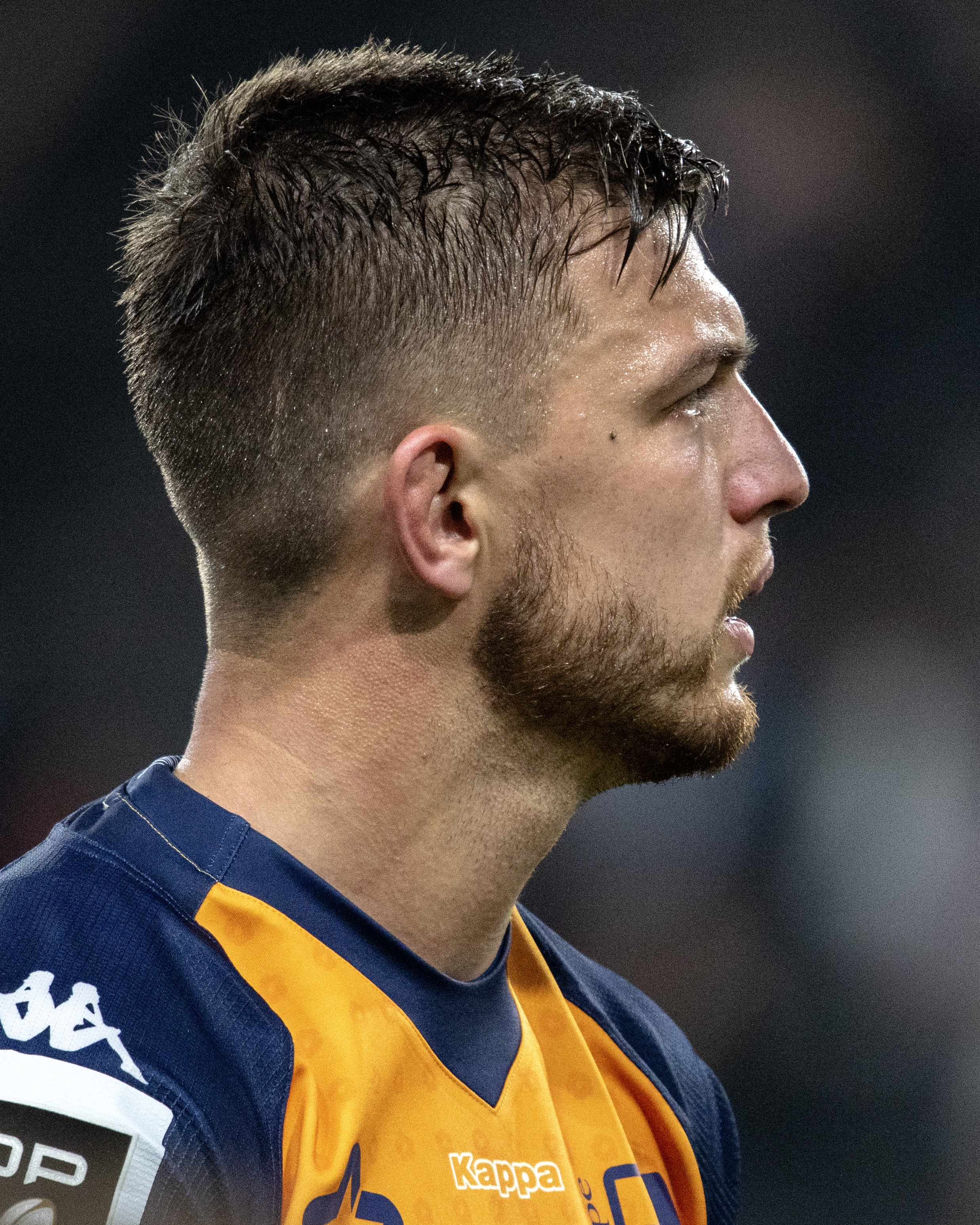
Pollard hrající za francouzský Montpellier